# VTB United League Hall of Fame
La Hall of Fame della VTB United League (in russo Единая Лига ВТБ Зал славы?, VTBHOF) è una hall of fame che onora i più grandi giocatori, allenatori, dirigenti, squadre e arbitri che hanno dato un contributo importante alla principale lega di basket professionistica in Russia, la VTB United League, attraverso i loro contributi sportivi.
È stata inaugurata durante l'All-Star Game della VTB United League, nel febbraio del 2019.

## Membri
Legenda:
| Legenda: | * Membro del Naismith Memorial Basketball Hall of Fame | ** Membro del FIBA Hall of Fame | *** Membro del Naismith e del FIBA Hall of Fame |

### Giocatori
In grassetto i giocatori ancora in attività nella lega
| Anno | Nome                 | Nazione                | Ruolo | Rif   |
| ---- | -------------------- | ---------------------- | ----- | ----- |
| 2019 | Gregor Arbet         | Estonia                | G     | [ 4 ] |
| 2019 | Jerry Johnson        | Stati Uniti Kazakistan | P     | [ 4 ] |
| 2019 | Viktor Chrjapa       | Russia                 | AG    | [ 4 ] |
| 2019 | Andrej Kirilenko     | Russia                 | A     | [ 4 ] |
| 2019 | Keith Langford       | Stati Uniti            | G     | [ 4 ] |
| 2019 | Earl Jerrod Rowland  | Stati Uniti Bulgaria   | P     | [ 4 ] |
| 2019 | Miloš Teodosić       | Serbia                 | P/G   | [ 4 ] |
| 2020 | Jon Robert Holden    | Stati Uniti Russia     | P     | [ 5 ] |
| 2020 | Aljaksandr Kudraŭcaŭ | Bielorussia            | G     | [ 5 ] |
| 2021 | Jānis Blūms          | Lettonia               | P     | [ 6 ] |
| 2021 | Nando de Colo        | Francia                | P/G   | [ 6 ] |
| 2021 | Kyle Hines           | Stati Uniti            | C     | [ 6 ] |
| 2022 | Kōstas Kaimakoglou   | Grecia                 | AG    | [ 7 ] |
| 2022 | Branko Mirković      | Bulgaria               | P     | [ 7 ] |
| 2023 | Saša Kaun            | Russia                 | C     | [ 8 ] |
| 2023 | Errick McCollum      | Stati Uniti            | P/G   | [ 8 ] |
| 2023 | Jordan Mickey        | Stati Uniti            | AG    | [ 8 ] |
| 2024 | Sergej Monja         | Russia                 | A     |       |

### Allenatori
| Anno | Nome               | Nazione  | Rif   |
| ---- | ------------------ | -------- | ----- |
| 2019 | Rimas Kurtinaitis  | Lituania | [ 4 ] |
| 2019 | Ettore Messina *** | Italia   | [ 4 ] |
| 2019 | Evgenij Pašutin    | Russia   | [ 4 ] |
| 2022 | Vasilij Karasëv    | Russia   | [ 7 ] |
| 2023 | Dīmītrīs Itoudīs   | Grecia   | [ 8 ] |

### Funzionari
| Anno | Nome                   | Nazione | Rif   |
| ---- | ---------------------- | ------- | ----- |
| 2020 | Evgenij Bogačëv        | Russia  | [ 5 ] |
| 2020 | Andrej Vatutin         | Russia  | [ 5 ] |
| 2022 | Aleksandr Chajretdinov | Russia  | [ 7 ] |
| 2023 | Vladimir Rodionov      | Russia  | [ 8 ] |
| 2023 | Andrej Vediščev        | Russia  | [ 8 ] |
| 2024 | Sergej Ivanov          | Russia  |       |
| 2024 | Valerij Tichonenko     | Russia  |       |

### Contributori
| Anno | Nome        | Nazione | Rif   |
| ---- | ----------- | ------- | ----- |
| 2020 | Asker Barčo | Russia  | [ 5 ] |

### Commentatori
| Anno | Nome           | Nazione | Rif   |
| ---- | -------------- | ------- | ----- |
| 2021 | Roman Skvorcov | Russia  | [ 6 ] |
| 2022 | Ivan Urgant    | Russia  | [ 7 ] |